# Писарьово
Писарьо́во (рос. Писарёво) — присілок у складі Томського району Томської області, Росія. Входить до складу Богашовського сільського поселення.

## Населення
Населення — 3 особи (2010; 1 у 2002).
Національний склад (станом на 2002 рік):
- росіяни — 100 %